# Comunità montana Alta Val di Cecina
La Comunità montana dell'Alta Val di Cecina è una comunità montana di 5 comuni in provincia di Pisa (Castelnuovo di Val di Cecina, Montecatini Val di Cecina, Monteverdi Marittimo, Pomarance e Volterra). È la prima Comunità montana costituita dalla Regione Toscana nei primi anni settanta del Novecento e inaugurata solennemente con una cerimonia nel Teatro dei Coraggiosi di Pomarance alla presenza del presidente della Regione, Lelio Lagorio, e con una sua relazione di apertura.

## Geografia
Il territorio della comunità montana comprende gran parte del bacino idrografico del fiume Cecina e i rilievi a nord e a sud da cui nascono rispettivamente i fiumi Era, affluente dell'Arno, e Cornia.
Il paesaggio presenta sia le colline argillose tipiche della Toscana, sia affioramenti rocciosi con un rilievo più aspro ed estese foreste.
- Alta Val di Cecina: con zone di alta collina e montane (Cornate di Gerfalco, 1.060 m s.l.m., con le sorgenti del Cecina e del Pavone).
- Media Val di Cecina e alta Val di Cornia, limitata verso nord da basse colline e a sud da rilievi più elevati percorsi da valli secondarie, ricco di risorse minerarie. Vi si trova inoltre la celebre regione boracifera di Larderello.
- Volterra e alta Val d'Era con colline interessate nelle zone più alte da fenomeni di erosione sulle pendici (calanchi)
- Monti della Gherardesca, la dorsale collinare (Poggio al Pruno, 619 m s.l.m.) che separa la parte mediana della valle dalla pianura costiera, con fitte foreste.

### Le risorse minerarie
Nel territorio si trovano depositi di piombo, zinco e argento sulle Cornate, mentre nella zona geotermica di Larderello sono presenti concrezioni di zolfo e allume mentre i banchi del medio corso del fiume sono ricchi di gesso e alabastro, con la presenza inoltre di alcune lenti di salgemma.

## Storia
Il territorio risulta abitato sin dal neolitico e presenta notevoli resti della civiltà villanoviana e degli insediamenti etruschi, tra i quali spicca la città di Volterra, che ebbe il massimo sviluppo nel IV secolo a.C. e divenne poi, a partire dal III secolo a.C. municipio sotto i Romani.
Nell'alto medioevo Volterra fu sede vescovile e dalla metà dell XII secolo, libero comune, in lotta con il potere temporale del vescovo e con le città di Pisa, Siena e Firenze. Sottomessa a Firenze dal 1472, in seguito ad una rivolta del 1530 fu saccheggiata ad opera di Francesco Ferrucci.
Molti centri abitati della valle conservano il carattere medievale e rinascimentale e nel territorio sono sparsi rocche e castelli isolati.

## Aree protette
La comunità montana gestisce le riserve naturali di Berignone, Monterufoli-Caselli e Montenero (aree protette regionali istituite nel 1997 dalla provincia di Pisa). Nell'ambito di queste riserve sono in seguito stati individuati quattro "siti di importanza comunitaria" (Montenero; Macchia di Tatti - Berignone, fiume Cecina tra Berignone e Ponteginori, complesso di Monterufoli).